# 殺夫
《殺夫》是由臺灣電視公司播出的一齣電視連續劇，原作為作家李昂的同名小說。劇情描寫林寶貴長期飽受丈夫凌虐，最終無法忍受丈夫的暴力相向，拿屠刀刺向丈夫，發洩累積在心中的苦衷。

## 節目播出時間
自1998年1月5日起，至同年2月16日為止，於每個星期三晚間時段播出，共播出7集，每集約2小時。

## 作品
原作《殺夫》是李昂的小說作品，曾獲得聯合報文學獎中篇小說首獎，臺視將其改編為電視連續劇播出。

## 戲劇主要演員
陳江水（楊烈飾演）
是一個典型的屠夫，喜愛屠宰豬隻。每當屠宰豬隻時，陳江水就會得到「無比的快感」。對待妻子卻是殘酷無比，長期對妻子林寶貴凌虐、施打、暴力。最後卻死在自己的屠刀下。
林寶貴（范瑞君飾演）
是一個自小孤苦無依的女孩，從小被叔叔領養長大。為了節省糧食，因此她被嫁給屠夫陳江水。但奈何陳江水不懂得憐香惜玉，每當不如意，就會對林寶貴拳打腳踢，把所有不滿的情緒發洩在林寶貴身上。林寶貴最後因為無法負荷這樣的痛苦，而持著自己丈夫的屠刀，將自己的丈夫給殺死。
嬸（曾亞君飾演）
金花（王馨怡飾演）

## 資料來源
- 臺灣電視資料庫 （页面存档备份，存于）